# Campionati mondiali di canoa/kayak 2011
I XXXIX Campionati mondiali di canoa/kayak si sono svolti a Seghedino (Ungheria) dal 17 al 21 agosto 2011.
La città ha ospitato il mondiale per la terza volta, dopo le edizioni del 1998 e del 2006.
Oltre alla distribuzione dei titoli di Campione del mondo, a Seghedino sono consegnati gran parte dei pass (176 su 248) per i Giochi olimpici di Londra 2012.

## Medagliere
| Posizione | Paese         | Oro | Argento | Bronzo | Totale |
| --------- | ------------- | --- | ------- | ------ | ------ |
| 1         | Germania      | 6   | 2       | 3      | 11     |
| 2         | Ungheria      | 6   | 1       | 3      | 10     |
| 3         | Canada        | 3   | 0       | 0      | 3      |
| 4         | Russia        | 2   | 6       | 3      | 11     |
| 5         | Polonia       | 2   | 2       | 3      | 7      |
| 6         | Bielorussia   | 1   | 3       | 4      | 8      |
| 7         | Azerbaigian   | 1   | 3       | 0      | 4      |
| 8         | Spagna        | 1   | 1       | 2      | 4      |
| 9         | Romania       | 1   | 1       | 1      | 3      |
| 10        | Ucraina       | 1   | 0       | 3      | 4      |
| 11        | Lituania      | 1   | 1       | 0      | 0      |
| 12        | Austria       | 1   | 0       | 0      | 1      |
| 12        | Francia       | 1   | 0       | 0      | 1      |
| 12        | Nuova Zelanda | 1   | 0       | 0      | 1      |
| 12        | Slovacchia    | 1   | 0       | 0      | 1      |
| 16        | Gran Bretagna | 0   | 3       | 0      | 3      |
| 17        | Svezia        | 0   | 2       | 0      | 2      |
| 18        | Australia     | 0   | 1       | 2      | 1      |
| 19        | Bulgaria      | 0   | 1       | 1      | 2      |
| 20        | Rep. Ceca     | 0   | 1       | 0      | 1      |
| 20        | Stati Uniti   | 0   | 1       | 0      | 1      |
| 22        | Norvegia      | 0   | 0       | 1      | 1      |
| 22        | Uzbekistan    | 0   | 0       | 1      | 1      |
| 22        | Italia        | 0   | 0       | 1      | 1      |
| 22        | Danimarca     | 0   | 0       | 1      | 1      |
| Totale    | Totale        | 29  | 29      | 29     | 87     |

## Podi

### Uomini
| Evento       | Oro                                                                                   | Perform.  | Argento                                                                           | Perform.  | Bronzo                                                                | Perform.  |
| Canoa        |                                                                                       |           |                                                                                   |           |                                                                       |           |
| C1 - 200 m   | Valentin Dem'janenko                                                                  | 39"339    | Ivan Štyl'                                                                        | 39"573    | Alfonso Benavides                                                     | 39"687    |
| C1 - 500 m   | Vladimir Fedosensko                                                                   | 1'46"647  | Dzjanis Haraža                                                                    | 1'46"827  | Oleksandr Maksymčuk                                                   | 14'47"679 |
| C1 - 1000 m  | Attila Vajda                                                                          | 4'04"749  | David Cal                                                                         | 4'06"045  | Vadim Menkov                                                          | 4'08"151  |
| C1 - 5000 m  | Mychajlo Košman                                                                       | 23'23"823 | Lukáš Koranda                                                                     | 23'24"987 | José Luis Bouza                                                       | 23'55"173 |
| C1 - 4X200 m | Russia Ivan Štyl' Evgenij Ignatov Aleksej Korovaškov Viktor Melant'ev                 | 2'46"143  | Azerbaigian Sergij Bezuglyj Maksym Prokopenko Valentin Dem'janenko Andrij Krajtor | 2'46"955  | Germania Stefan Holtz Björn Wäschke Stefan Kiraj Sebastian Brendel    | 2'48"473  |
| C2 - 200 m   | Lituania Raimundas Labuckas Tomas Gadeikis                                            | 37"101    | Russia Viktor Melant’ev Nikolaj Lipkin                                            | 37"413    | Bielorussia Dzmitryj Rabčanka Aljaksandr Vaučetrskij                  | 37"599    |
| C2 - 500 m   | Romania Alexandru Dumitrescu Victor Mihalachi                                         | 1'45"524  | Azerbaigian Sergij Bezuglyj Maksym Prokopenko                                     | 1'46"178  | Germania Peter Kretschmer Kurt Kuschela                               | 1'46"802  |
| C2 - 1000 m  | Germania Stefan Holtz Tomasz Wylenzek                                                 | 2'42"643  | Azerbaigian Sergij Bezuglyj Maksym Prokopenko                                     | 2'43"525  | Romania Alexandru Dumitrescu Victor Mihalachi                         | 2'43"837  |
| C4 - 1000 m  | Bielorussia Dzmitryj Rabčanka Dzmitryj Vajciškin Dzjanis Haraža Aljaksandr Vaučetskij | 3'26"703  | Romania Gabriel Gheoca Catalin Costache Florin Comanici Mihail Simion             | 3'28"071  | Ungheria Mátyás Sáfrán Mihály Sáfrán Henrik Vasbányai Szabolcs Németh | 3'28"113  |
| Kayak        |                                                                                       |           |                                                                                   |           |                                                                       |           |
| K1 - 200 m   | Piotr Siemionowski                                                                    | 34"770    | Edward McKeever                                                                   | 34"986    | Ronald Rauhe                                                          | 35"118    |
| K1 - 500 m   | Marek Twardowski                                                                      | 1'36"688  | Pavel Mjadzvedzeŭ                                                                 | 1'37"174  | Jurij Postrigaj                                                       | 1'38"404  |
| K1 - 1000 m  | Adam Van Koeverden                                                                    | 3'36"194  | Anders Gustafsson                                                                 | 3'39"488  | Eirik Verås Larsen                                                    | 3'39"818  |
| K1 - 5000 m  | Max Hoff                                                                              | 19'51"200 | Aleh Jurenja                                                                      | 20'07"952 | Maximilian Benassi                                                    | 20'11"936 |
| K1 - 4X200 m | Spagna Saúl Craviotto Ekaitz Saies Carlos Pérez Rial Pablo Andres                     | 2'24"891  | Russia Viktor Zavol'skij Aleksandr D'jačenko Michail Tamonov Evgenij Salachov     | 2'25"701  | Danimarca Casper Nielsen Jimmy Bøjesen Kasper Bleibach Lasse Nielsen  | 2'25"821  |
| K2 - 200 m   | Francia Arnaud Hybois Sébastien Jouve                                                 | 31"940    | Regno Unito Jonathan Schofield Liam Heath                                         | 32"156    | Bielorussia Raman Pjatrušėnka Vadzim Machneŭ                          | 32"390    |
| K2 - 500 m   | Ungheria Dávid Tóth Tamás Kulifai                                                     | 1'28"134  | Lituania Ričardas Nekrošius Andreij Olijnik                                       | 1'28"524  | Polonia Denis Ambroziak Dawid Putto                                   | 1'28"848  |
| K2 - 1000 m  | Slovacchia Peter Gelle Erik Vlček                                                     | 3'20"626  | Svezia Marcus Oscarsson Henrik Nilsson                                            | 3'21"478  | Russia Vitalij Jurčenko Vasilij Pogrebn                               | 3'21"544  |
| K4 - 1000 m  | Germania Norman Bröckl Robert Gleinert Max Hoff Paul Mittested                        | 2'47"734  | Australia Jacob Clear Murray Stewart David Smith Tate Smith                       | 2'48"724  | Russia Il'ja Medvedev Anton Vasil'ev Anton Rjachov Oleg Žestkov       | 2'49"516  |

### Donne
| Evento       | Oro                                                                    | Perform.  | Argento                                                                          | Perform.  | Bronzo                                                                        | Perform.  |
| Canoa        |                                                                        |           |                                                                                  |           |                                                                               |           |
| C1 - 200 m   | Laurence Vincent-Lapointe                                              | 39"339    | Marija Kazakova                                                                  | 39"339    | Stanilija Stamenova                                                           | 39"339    |
| C2 - 500 m   | Canada Laurence Vincent-Lapointe Mallorie Nicholson                    | 2'01"028  | Russia Anastasija Ganina Natal'ja Marasanova                                     | 2'03"440  | Ungheria Kincső Takács Gyöngyvér Baravics                                     | 2'08"534  |
| Kayak        |                                                                        |           |                                                                                  |           |                                                                               |           |
| K1 - 200 m   | Lisa Carrington                                                        | 39"998    | Marta Walczykiewicz                                                              | 40"472    | Inna Osypenko                                                                 | 40"670    |
| K1 - 500 m   | Nicole Reinhardt                                                       | 1'47"066  | Danuta Kozák                                                                     | 1'47"396  | Inna Osypenko                                                                 | 1'48"668  |
| K1 - 1000 m  | Tamara Csipes                                                          | 4'11"388  | Krisztina Fazekas Zur                                                            | 4'13"470  | Naomi Flood                                                                   | 4'14"124  |
| K1 - 5000 m  | Tamara Csipes                                                          | 22'19"816 | Lani Belcher                                                                     | 22'26"572 | Maryna Paltaran                                                               | 22'37"294 |
| K1 - 4X200 m | Germania Nicole Reinhardt Conny Wassmuth Tina Dietze Carolin Leonhardt | 2'49"541  | Russia Natal'ja Lobova Anastasija Sergeeva Natal'ja Proskurina Svetlana Kudinova | 2'50"207  | Polonia Marta Walczykiewicz Karolina Naja Aneta Konieczna Ewelina Wojnarowska | 2'50"951  |
| K2 - 200 m   | Ungheria Katalin Kovács Danuta Kozák                                   | 37"667    | Polonia Karolina Naja Magdalena Krukowska                                        | 38"165    | Australia Joanne Bridgen-Jones Hannah Davis                                   | 38"369    |
| K2 - 500 m   | Austria Yvonne Schuring Viktoria Schwarz                               | 1'37"071  | Germania Franziska Weber Tina Dietze                                             | 1'37"275  | Polonia Beata Mikołajczyk Aneta Konieczna                                     | 1'37"803  |
| K2 - 1000 m  | Germania Anne Knorr Debora Niche                                       | 3'50"614  | Bulgaria Berenike Faldum Daniela Nedeva                                          | 3'50"950  | Ungheria Alíz Sarudi Erika Medveczky                                          | 3'53"416  |
| K4 - 500 m   | Ungheria Gabriella Szabó Danuta Kozák Katalin Kovács Dalma Benedek     | 1'36"339  | Germania Carolin Leonhardt Silke Hörmann Franziska Weber Tina Dietze             | 1'37"521  | Bielorussia Iryna Pamialova Nadzeja Papok Vol'ha Chudzenka Maryna Paltaran    | 1'37"887  |